# Джангир-хан
Джангир-хан — Хивинский хан из казахской династии Торе.
Джахангир, сын Каип-хана, был ставленником Йомутов. После завоевания Йомутами Хивинского ханства, началась торговля детьми жителей этого ханства в рабство казахам. Это говорит о том, что Каип-хан был союзником Йомутов и поэтому предоставил своего сына Джахангира для восшествия на престол Хивинского ханства. Во время правления Джахангира случился большой голод, и он управлял около года. Позднее Мухаммед Амин инак вернулся из Бухары, сверг Джахангира с трона и отправил его к отцу.